# Werner Klaas
Werner Klaas (* 10. Mai 1914 in Meggen, Westfalen; † 26. März 1945) war ein deutscher Fußballspieler.

## Karriere

### Vereine
Klaas begann in seinem Geburtsort beim ansässigen VfB Meggen mit dem Fußballspielen, das er beim SC Brachbach 09, einem Mehrspartenverein im Landkreis Altenkirchen südwestlich von Siegen, fortsetzte. Sein Vater August Klaas, gebürtiger Brachbacher und in jungen Jahren mit seiner Frau nach Meggen gezogen, kehrte 1928 nach seiner Pensionierung mit seiner Familie in seinen Geburtsort zurück und meldete ihn und seine Brüder Hubert und Willi beim  ortsansässigen Sportclub 09 an.
Zum Wehrdienst herangezogen und als Soldat nach Koblenz verlegt, wo er in der Telegraphen-Kaserne des ersten Infanterie-Regiments diente, gehörte er von 1932 bis 1939 dem Kader des Koblenzer Stadtteilvereins FV Neuendorf an. In der Saison 1932/33 bestritt er für den Verein in der vom Westdeutschen Spiel-Verband durchgeführten Meisterschaft im Bezirk Mittelrhein Punktspiele. Die Saison 1933/34, 1935/36, 1936/37 und 1938/39 kam er in der Gauliga Mittelrhein, in einer von zunächst 16, später auf 23 aufgestockten Gauligen zur Zeit des Nationalsozialismus als einheitlich höchste Spielklasse im Deutschen Reich zum Einsatz.

### Auswahl-/Nationalmannschaft
Klaas kam als einer von zahlreichen Talenten, mit denen der DFB im Rahmen des Neuaufbaus der A-Nationalmannschaft nach den Olympischen Spielen 1936 in Berlin, testete, am 21. März 1937 in Luxemburg zu seinem einzigen Länderspiel. Das Testspiel, in dem er mit Hans Appel eine Verteidigungslinie bildete, wurde vor 12.000 Zuschauern mit 3:2 gegen die Nationalmannschaft Luxemburgs gewonnen. 1939, als Mitglied der deutschen Studentenauswahl, kam er in Wien im Spiel gegen die Studentenauswahl Österreichs zum Einsatz.

## Sonstiges
Wenige Wochen vor Ende des Zweiten Weltkrieges fiel Klaas als Soldat zwischen dem 30. März und 3. April 1945 im Nitratal in der Slowakei.
Laut Aussagen des Volksbund Deutsche Kriegsgräberfürsorge konnten seine sterblichen Überreste bis heute nicht gefunden werden.